# 光叶短距翠雀花
光叶短距翠雀花（学名：Delphinium forrestii var. leiophyllum）为毛茛科翠雀属下的一个变种。

## 扩展阅读
- 維基物種上的相關：光叶短距翠雀花